# Serge Reggiani

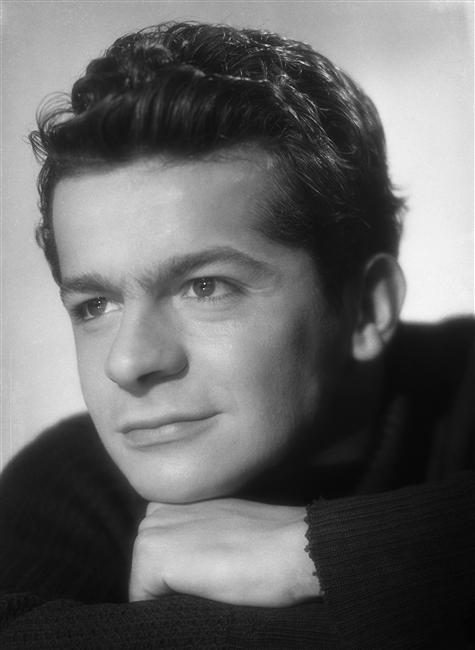
Serge Reggiani în 1944

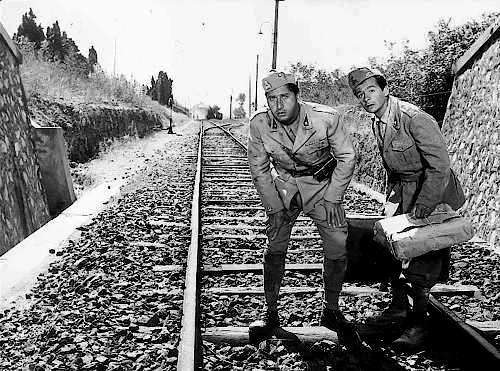
Reggiani și Alberto Sordi într-o scenă din filmul Cu toții acasă (1960)

Serge Reggiani (n. 2 mai 1922, Reggio Emilia, Regatul Italiei – d. 23 iulie 2004, Boulogne-Billancourt, Franța) a fost un actor de teatru, de film și cântăreț italian naturalizat francez.
Foarte iubit de publicul francez, a fost supranumit „L’Italien” (italianul), care este și titlul melodiei pe care a scris-o și a cântat-o ca un omagiu adus patriei sale.
Printre cele mai cunoscute filme ale sale se numără Mizerabilii (Les misérables) (1958), Cu toții acasă (1960), Denunțătorul (1962), A 25-a oră (1967), Aventurierii (1967) și Când se arată cucuveaua (1968). 

## Biografie
La vârsta de opt ani, Serge Reggiani a venit în Franța, unde familia sa și-a căutat refugiu de regimul Mussolini. Ca tânăr adult, a urmat Conservatorul din Paris între 1940 și 1943 și și-a primit diploma de actorie. În timp ce încă studia, și-a făcut debutul în teatru în 1941, cu un rol mai mic în Le Loup garou (Vârcolacul) de Vitrac. Au urmat angajamente pentru piese de Jean Marais și Jean Cocteau, precum și Sechestratul din Altona de  Jean-Paul Sartre.
Calitățile sale actoricești au atras atenția foarte devreme celor din cinematografie. Primul său rol în film l-a primit în 1942. Altele au urmat rapid, în ciuda vremurilor de război. Filmul François Villon din 1945, unde a jucat rolul titular, l-a făcut celebru. A devenit celebru pentru rolurile principale din Porțile nopții (1946) de Marcel Carné și Casca de aur (1952) a lui Jacques Becker, alături de parteneri precum Édith Piaf și Simone Signoret.
Între timp, Reggiani l-a întâlnit pe Jacques Canetti, care l-a convins să debuteze ca chansonier cu piese de Boris Vian. Chansoniera Barbara, care a făcut furori în Germania și Franța cu cântecul ei „Göttingen”, l-a ajutat să intre în această nouă carieră din 1965 încoace. De fapt, un comedian de tip, Reggiani a reușit să ofere interpretărilor sale ale cântecelor lui Georges Moustaki și Jacques Prévert propriul său ton distinctiv. Această „onestitate” vocală și expresivitate i-au adus săli de concerte pline, mai ales în anii 1970. Distins cu Marele Premiu în 1968, și-a încheiat cariera în 1980, după ce a trebuit să facă față sinuciderii fiului său.
În ultimii ani ai vieții sale, Serge Reggiani s-a orientat tot mai mult către arta plastică. A lucrat ca pictor amator și ca promotor al tinerelor talente. Galeria pariziană Vekav a lansat recent o expoziție cu pozele artistului. 
La vârsta de 82 de ani, Reggiani a murit în urma unui infarct la Boulogne-Billancourt. A fost înmormântat în cimitirul Montparnasse. Filmele și interpretările lui de chanson din Les Loups sont entrés dans Paris, Ma solitude a lui Moustaki până la Le Déserteur al lui Vian, vor dăinui.

## Filmografie selectivă
- 1938 Dispăruții din Saint-Agil (Les Disparus de Saint-Agil), regia Christian-Jaque
- 1943 Il viaggiatore d'Ognissanti (Le voyageur de la toussaint), regia Louis Daquin
- 1945 François Villon, regia André Zwoboda
- 1946 Porțile nopții (Les portes de la nuit), regia Marcel Carné
- 1947 Manù il contrabbandiere, regia Lucio De Caro
- 1948 L'artiglio nero (Le mystère de la chambre jaune), regia Henri Aisner
- 1948 Manon, regia Henri-Georges Clouzot
- 1948 Ritorna la vita (Retour à la vie), regia Georges Lampin, Henri-Georges Clouzot, Jean Dréville
- 1949 Nel regno dei cieli (Au royaume des cieux), regia Julien Duvivier
- 1949 Îndrăgostiții din Verona (Les amants de Vérone), regia André Cayatte
- 1950 Caruselul (La Ronde), regia Max Ophüls
- 1952 The Secret People, regia Thorold Dickinson
- 1952 Casca de aur (Casque d'or), regia Jacques Becker
- 1952 Garibaldi (Camicie rosse / Anita Garibaldi), regia Goffredo Alessandrini și Francesco Rosi
- 1953 Il vendicatore folle (Le parfum de la dame en noir), regia Louis Daquin
- 1953 Il mondo le condanna, regia Gianni Franciolini
- 1953 Bufere, regia Guido Brignone
- 1953 Act de iubire (Un act d'amour), regia Anatole Litvak
- 1955 Napoleone Bonaparte (Napoléon), regia Sacha Guitry
- 1955 Gli assassini vanno all'inferno (Les salauds vont en enfer), regia Robert Hossein
- 1956 La donna del giorno, regia Francesco Maselli
- 1957 Clandestina a Tahiti (Le passager clandestin), regia Ralph Habib
- 1958 Mizerabilii (Les misérables), regia Jean-Paul Le Chanois
- 1959 Marie-Octobre, regia Julien Duvivier
- 1959 Scacco alla morte (Échec au porteur), regia Gilles Grangier
- 1960 Cu toții acasă (Tutti a casa), regia Luigi Comencini
- 1961 Paris Blues, regia Martin Ritt
- 1962 Denunțătorul (Le doulos), regia Jean-Pierre Melville
- 1962 La guerra continua, regia Leopoldo Savona
- 1963 Ghepardul (Il Gattopardo), regia Luchino Visconti
- 1965 Marie Chantal contro il dr. Kha (Marie Chantal contre Dr. Kha), regia Claude Chabrol
- 1967 A 25-a oră (La vingt-cinquième heure), regia Henri Verneuil
- 1967 Aventurierii (Les aventuriers), regia Robert Enrico
- 1968 I sette fratelli Cervi, regia Gianni Puccini
- 1968 Când se arată cucuveaua (Il giorno della civetta), regia Damiano Damiani
- 1969 Armata umbrelor (L'armée des ombres), regia Jean-Pierre Melville
- 1971 Conto alla rovescia (Comptes à rebours), regia Roger Pigaut
- 1972 Il clan dei francesi (Les caïds), regia Robert Enrico
- 1972 7 cervelli per un colpo perfetto (Trois milliards sans ascenseur) regia Roger Pigaut
- 1974 Nu atinge femeia albă (Non toccare la donna bianca), regia Marco Ferreri
- 1974 Vincent, François, Paul și ceilalți (Vincent, François, Paul et les autres), regia Claude Sautet
- 1976 Cel bun și cei răi (Le bon et les méchants), regia Claude Lelouch
- 1975 Pisica și șoarecele (Le Chat et la souris), regia Claude Lelouch
- 1977 E Beatrice sta a guardare (Une fille cousue de fil blanc), regia Michel Lang
- 1977 Vivere giovane (Violette et François), regia Jacques Rouffio
- 1980 Fantastica, regia Gilles Carle
- 1980 Terasa (La terrazza), regia Ettore Scola
- 1986 Apicultorul (O melissokomos), regia Theo Angelopoulos
- 1986 Sânge rău (Mauvais sang), regia Leos Carax
- 1988 Ne réveillez pas un flic qui dort, regia José Pinheiro
- 1990 Am angajat un ucigaș plătit (I Hired a Contract Killer), regia Aki Kaurismäki
- 1990 Când e lună plină (Il y a des jours... et des lunes), regia Claude Lelouch
- 1998 El pianista, regia Mario Gas

## Premii și nominalizări
- 1963  Étoile de cristal pentru cel mai bun actor în filmul Denunțătorul de Jean-Pierre Melville
- 2003  Victoires de la musique - Victoire d'honneur